# Fernão Pais da Cunha
Fernão Pais da Cunha (em grafia antiga Fernão Paes da Cunha) (1103 - c. 1180) foi um nobre e Cavaleiro medieval do Reino de Portugal. Foi o 2.º Senhor da Honra da Cunha e 2.º senhor consorte de Tábua.

## Filiação
Foi filho de Paio Guterres da Cunha (1066-1068 — ?) um nobre e Cavaleiro medieval luso e de sua primeira mulher Ausenda Ermiges de Ribadouro (c. 1066 - ?).

## Biografia
Fernão Paes da Cunha, que casou cerca de 1140, pode ter casado tarde e ter nascido cerca de 1103, sendo que se documenta ainda em 1180, com seu filho Lourenço, teria este então cerca 35 anos de idade.
Rico-homem, D. Fernão Paes da Cunha com sua mulher teve da infanta D. Tereza (filha de D. Afonso Henriques) a confirmação do senhorio da vila de Tábua (Inquirições de 1258), que tinha sido doado a seu sogro Uzberto.

## Casamento e descendência
Casou com Mor Uzbertiz, filha do Cavaleiro Franco Uzberto, que teve Tábua e Figueira em 1128 e a Lousã em 1135, etc, e de sua mulher Marina. Em 1135, D. Afonso Henriques, por atenção a Uzberto e sua mulher Marina, concede carta de foro a Miranda do Corvo. De quem teve:
1. Lourenço Fernandes da Cunha (c. 1145 - Outubro de 1225-Outubro de 1228), 3.º Senhor da Honra da Cunha e 3.º Senhor de Tábua de juro e herdade, casou por duas vezes, a primeira com Sancha Lourenço de Macieira, filha de Lourenço Gomes de Macieira, e a segunda com Maria Martins do Vinhal (1190 -?)